# Eois planetaria
Eois planetaria là một loài bướm đêm trong họ Geometridae.